# Craig Adair
Craig Robert Adair (nascido em 31 de janeiro de 1963) é um ex-ciclista de pista neozelandês que representou Nova Zelândia nos Jogos Olímpicos de Verão de 1984 em Los Angeles, onde terminou em quinto na prova de 1 km contrarrelógio por equipes.